# Rivière Jacquot
La rivière Jacquot est un affluent de la rivière Sainte-Anne coulant dans les municipalités de Saint-Léonard-de-Portneuf et Sainte-Christine-d'Auvergne, dans la municipalité régionale de comté (MRC) de Portneuf, dans la région administrative de la Capitale-Nationale, dans la province de Québec, au Canada.
La rivière passa essentiellement dans des zones forestières et agricoles.

## Géographie
La source de la rivière est le lac de l'Oasis. Ce lac est alimenté par la décharge du Lac-Simon,. Elle coule sur 20 km pour rejoindre la rivière Sainte-Anne à Sainte-Christine-d'Auvergne, juste en amont des chutes à Gorry. La pente de la rivière est de 4,16 m/km et est relativement constante de long de la rivière. Ces deux principaux affluents sont les rivières Américaine et Rondeau.
À partir de sa source, le cours de la rivière Jacquot coule sur environ 20 km avec une dénivellation de 168 m, selon les segments suivants :
- 3,1 km vers le nord-est notamment en traversant le Lac de l'Oasis (longueur : 1,2 km ; altitude 168 m) jusqu’à son embouchure. Note : Le Lac de l'Oasis reçoit du côté nord le ruisseau Noir lequel draine notamment le lac à l'Ours, le lac en Cœur et le lac Bleu ;
- 6,3 km d'abord vers l'est notamment en coupant la  route 367 (chemin du rang Saint-Paul) et recueillant le ruisseau Fontaine (venant du sud), puis en bifurquant vers le sud-est pour contourner la montagne, jusqu'à la confluence (venant du nord) de la rivière Rondeau ;
- 2,1 km vers le sud en recueillant un ruisseau (venant du nord-ouest), jusqu'au ruisseau Vert (venant de l'est) ;
- 1,9 km vers le sud, bifurquant vers l'ouest, jusqu'à la décharge (venant du nord-ouest) des lacs du Castor ;
- 2,5 km vers le sud en formant plusieurs serpentins en fin de segment, jusqu'à la confluence (venant de l'ouest) de la rivière Américaine ;
- 6,5 km vers le sud en formant quelques grands serpentins en fin de segment, jusqu'à son embouchure[6].

Après avoir coupé le chemin du rang Saint-Georges, la rivière Jacquot se déverse sur la rive nord-ouest de la rivière Sainte-Anne à 2,8 km en aval du pont des Cascades. De là, le courant descend sur 55,0 km généralement vers le sud et le sud-ouest en suivant le cours de la rivière Sainte-Anne, jusqu'à la rive nord-ouest du fleuve Saint-Laurent.
L'usage du sol à proximité de la rivière est essentiellement forestière et agricole.
La partie supérieure de la rivière est surtout desservie par la route 367 (chemin du rang Saint-Paul), par le chemin du rang Saint-Jacques et le chemin du rang Saint-Georges.

## Toponymie
Le toponyme rivière Jacquot a été officialisé le 5 décembre 1968 à la Banque des noms de lieux de la Commission de toponymie du Québec.